# Podagrion longicaudum
Podagrion longicaudum är en stekelart som beskrevs av Masi 1940. Podagrion longicaudum ingår i släktet Podagrion och familjen gallglanssteklar.
Artens utbredningsområde är Somalia. Inga underarter finns listade i Catalogue of Life.